# Loch Lunndaidh
Loch Lunndaidh är en sjö i Storbritannien.   Den ligger i kommunen Highland och riksdelen Skottland, i den norra delen av landet, 800 km norr om huvudstaden London. Loch Lunndaidh ligger 172 meter över havet. Arean är 0,18 kvadratkilometer. Trakten runt Loch Lunndaidh består i huvudsak av gräsmarker. Den sträcker sig 0,6 kilometer i nord-sydlig riktning, och 0,8 kilometer i öst-västlig riktning.